# Военно-исторический мемориальный комплекс (Бендеры)
Военно-исторический мемориальный комплекс — официально открыт 7 октября 2008 года в городе Бендеры, Приднестровье. Возведен на месте заброшенного военного кладбища по инициативе руководства министерства внутренних дел ПМР.

## История
Президент ПМР Смирнов И. Н. подписал в ноябре 2006 года Указ, в котором было дано распоряжение создать Военный историко-мемориальный комплекс в Бендерах. Организаторами и непосредственными исполнителями работ по его восстановлению выступили Вице-Президент ПМР Александр Королев, министр внутренних дел ПМР Вадим Красносельский, и начальник Управления по общественным связям и информации МВД ПМР Георгий Вилков. Первым этапом воссоздания комплекса стала установка и освящение 24 апреля 2007 года православного креста и закладка часовни в честь Нерукотворного Образа Христа Спасителя.
По данным историков, на месте заброшенного кладбища погребено 5127 человек. По результатам проведенной архивно-изыскательской работы в Бендерах в разное время дислоцировалось 110 российских полков. Их сопровождало большое количество медицинских, инженерных, саперных, полицейских и других вспомогательных подразделений. Поиски исторических материалов проводились в архивах Кишинёва, Одессы, Херсона, Севастополя, запаснике Центрального государственного архива России.
Более половины захоронений Бендерского военного кладбища приходится на период обороны Севастополя с 1854 по 1856 годы, Балканской кампании и штурма Шипкинского перевала с 1877 по 1878 годы. Бендеры в эти периоды являлись местом дислокации тыловых медицинских учреждений. Здесь помимо стационарного госпиталя первого класса разворачивалось до 7 подвижных стационарных дивизионных госпиталей, а также тяжелые сводные госпитали и полковые лазареты.
На Мемориале установлен памятник в честь воинов 55-го Подольского пехотного полка, погибших в разных сражениях, открыта мемориальная плита воинам, погибшим в 1770 году при штурме Бендерской крепости. Отреставрированы и установлены кресты на могилах румынских солдат, установлен памятник казакам гетмана Мазепы и Орлика. Здесь же размещена плита павшим военнослужащим французской армии, которые во время Бендерского восстания 1919 года защитили от румынской армии местных повстанцев, отступавших после неудачной попытки установить контроль над городом.
23 августа 2008 года был установлен обелиск памяти советским военнослужащим, погибшим, расстрелянным, умершим от болезней и голода в Бендерах и похороненным на этом кладбище в период румынской оккупации 1941—1944 годов.
Всего на кладбище было установлено 249 гранитных плит с именами 4740 солдат, павших в баталиях, 10 генеральских памятников, отреставрирован и восстановлен исторический сектор кладбища.
7 октября 2008 года была открыта Триумфальная Арка, которая восстановлена в честь победы России над турецкой армией в Бендерах. Она расположена ниже мемориального комплекса и хорошо видна как при въезде, так и при выезде из города в сторону Кишинева. Изначально арка была построена в Кишиневе в 1807 году и называлась «Арка Бендерской улицы», но в 1944 году во время Великой Отечественной войны была разрушена.